# Troungoumbé
Troungoumbé est une commune urbaine malienne, située dans le pays de la Kinguis, chef-lieu du cercle de Trougoumbé, dans la région de Nioros. Elle est les chef-lieu de la 5e cercles dans la région Nioros. Elle se située à la frontière mauritanienne. 

## Villages
La commune s'étend sur quatre localités relevées lors du recensement général de 2009. 
Les villages les plus peuplés sont :
- Trougoumbé (9 277 habitants) ;
- Bambaguédé (1 214 habitants) ;
- Khoudatiou (1 057 habitants) ;
- Sirakoro (940 habitants).